# Głowica płuczkowa
Głowica płuczkowa – część osprzętu wiertniczego, mająca na celu doprowadzenie płuczki wiertniczej do przewodu wiertniczego poprzez graniatkę.
Głowica składa się z obracającego się wrzeciona i nieruchomego kadłuba, w którym znajdują się łożyska kulkowe oporowe (przyjmujące obciążenia pionowe) oraz łożyska promieniowe (służące do utrzymywania wrzeciona w położeniu centralnym). Do nieruchomego kadłuba przymocowany jest wąż, przez który dopływa płuczka wiertnicza.
Do zawieszenia głowicy płuczkowej na haku wielokrążka ruchomego służy wieszak zamocowany na sworzniach w kadłubie głowicy. W dolnej części wrzeciona nacięty jest gwint do połączenia z graniatką.